# Maria Tănase
Maria Tănase (Bucarest, 25 de septiembre de 1913 - 22 de junio de 1963) fue una actriz y cantante rumana. 

## Biografía
Artista rumana de enorme talento que destacó tanto en el teatro como en el cine, a la que sin embargo, se le recuerda en Rumanía por ser una de las mejores intérpretes de la música popular de aquel país. También desarrolló su faceta musical en el ámbito del musical o la opereta. Realizó numerosas giras, tanto en su país como en el extranjero. Actuó en Nueva York con la orquesta de Grigoras Dinicu.
Debutó en la radio de su país el 27 de febrero de 1937 cantando canciones populares y grabó su primer disco el año siguiente, 1938. Sin embargo, sus grabaciones en la radio rumana fueron destruidas en 1940 por obra de la policía fascista que la acusaba de haber pervertido la verdadera naturaleza del folclor rumano. La auténtica razón podría haber sido el círculo de amistades de María entre los que podía destacarse algunos intelectuales judíos de la Rumanía de la época.
En 1955 recibió el Premiul de Stat ("Premio del Estado") y en 1957 el Premio Artista Emérita. Murió de cáncer en 1963 y se la considera la Édith Piaf rumana. Su actividad artística se vio reconocida en su país con el cariño y agradecimiento de su pueblo que acudió masivamente en el día de su entierro a otorgarle su último adiós. 
Su tumba se encuentra en el cementerio de Bellu de Bucarest.